# 落汉鸣泉
落汉鸣泉，位于中国广东省梅州市丰顺县汤西镇南礤村，为丰顺县文物保护单位，类型为石窟寺及石刻，公布时间为2001年4月。
落汉鸣泉的历史年代为宋代。2001年4月，丰顺县人民政府认定其为丰顺县文物保护单位。